# Олексіївка (Болградський район)
Олексі́ївка — село Бородінської селищної громади, у Болградському районі Одеської області України. Населення становить 90 осіб.

## Історія
12 червня 2020 року, відповідно до Розпорядження Кабінету Міністрів України від № 724-р «Про визначення адміністративних центрів та затвердження територій територіальних громад Одеської області», увійшло до складу Бородінської селищної територіальної громади.
19 липня 2020 року, в результаті адміністративно-територіальної реформи і ліквідації Тарутинського району, село увійшло до складу новоутвореного Болградського району.

## Географія
Селом тече річка Колбараш.

## Населення
Згідно з переписом УРСР 1989 року чисельність наявного населення села становила 248 осіб, з яких 114 чоловіків та 134 жінки.
За переписом населення України 2001 року в селі мешкало 90 осіб.

### Мова
Розподіл населення за рідною мовою за даними перепису 2001 року:
| Мова       | Відсоток |
| ---------- | -------- |
| болгарська | 38,89 %  |
| молдовська | 28,89 %  |
| українська | 28,89 %  |
| російська  | 2,22 %   |
| гагаузька  | 1,11 %   |